# ایرینه پالشیته
ایرینه پالشیته (لیتوانیایی: Airinė Palšytė؛ زادهٔ ۱۳ ژوئیهٔ ۱۹۹۲) ورزشکار پرش ارتفاع اهل لیتوانی است.
وی در مسابقات کشوری و بین‌المللی در مجموع برندهٔ ۲ مدال طلا، ۴ مدال نقره، ۲ مدال برنز شده‌است.